# Callicarpa selleana
Callicarpa selleana là một loài thực vật có hoa trong họ Hoa môi. Loài này được Urb. & Ekman mô tả khoa học đầu tiên năm 1929.